# Inibidor de L-aminoácido aromático descarboxilase

Inibidores periférios de DOPA decarboxilase (AADC) bloqueia levodopa de uma das duas maneiras que pode ser inativada antes de atingir o sistema nervoso central e é ativada para dopamina. (Dopamina na periferia só causa efeitos colaterais, sem efeito antiparkinson.) inibidores COMT bloqueiam o segundo caminho.

Um inibidor de L-aminoácido aromático descarboxilase ou inibidor da descarboxilase dos L-aminoácidos aromáticos (com os sinônimos inibidor da DOPA decarboxilase abreviado em inglês, DDCI, de DOPA decarboxylase inhibitor, e AAADI, de aromatic L-amino acid decarboxylase inhibitor) é uma droga que inibe a síntese de dopamina pela enzima L-aminoácido aromático descarboxilase (AADC, AAAD, ou DOPA decarboxilase), uma enzima piridoxina dependente, responsável pela conversão da L-dopa em dopamina, e 5 hidroxitriptofano em serotonina. A deficiência desse enzima, é resultante de erro inato do metabolismo dos neurotransmissores, resultando numa doença autossômica recessiva que causa manifestações neurológicas graves. Estes agentes farmacologicamente ativos são utilizados no tratamento da doença de Parkinson juntamente com a levodopa. Este princípio de combinação tem sido conhecido em princípio desde 1960 Hoje, a administração única de levodopa é considerada obsoleta.